# Villaines-la-Gonais
Villaines-la-Gonais è un comune francese di 525 abitanti situato nel dipartimento della Sarthe nella regione dei Paesi della Loira.

## Società

### Evoluzione demografica
Abitanti censiti